# Elastofibroma
L'elastofibroma dorsi o semplicemente elastofibroma è una neoplasia benigna rara a lento accrescimento. I primi a identificarlo come neoplasia tipica furono Jarvi e Saxen nel 1961.

## Epidemiologia e localizzazione
Si sviluppa tipicamente nell'area sottoscapolare, più spesso nelle donne in età avanzata, all'interno del derma in profondità.

## Istologia
Istologicamente si caratterizza per la presenza di un accumulo abnorme di fibre elastiche di collagene e di piccole masse omogenee. È considerato come un processo reattivo, uno pseudotumore fibroblastico non usuale.